# John M'Clintock e James Strong
John M'Clintock (fl. XIX secolo) e 
James Strong sono stati due predicatori protestanti, che operarono nella zona di New York durante il XIX secolo.
Sono ricordati per aver scritto un'opera enciclopedica contenente le loro dottrine, la Cyclopædia of Biblical, Theological, and Ecclesiastical Literature, che venne utilizzata da Charles Taze Russell nel corso dei suoi studi biblici.